# ONE FC: Battle of the Lions
ONE FC: Battle of the Lions foi um evento de artes marciais mistas promovido pelo ONE Fighting Championship, ocorrido em 7 de novembro de 2014 no Estádio Interior de Singapura em Kallang, Singapura.

## Background
O evento principal coroou o Campeão Peso Médio Inaugural do ONE FC, no confronto entre Leandro Ataídes e Igor Svirid.

## Resultados
^ a: Pelo Cinturão Peso Médio Inaugural do ONE FC.

^ b: Abbasov aparentemente quebrou sua costela após um chute.

## Ligações Externas
1. ↑  a[›]
2. ↑  b[›]